# 福尔蒂亚
福尔蒂亚，是西班牙加泰罗尼亚赫罗纳省的一个市镇。总面积11平方公里，总人口524人（2001年），人口密度48人/平方公里。